# 全联盟共产党（布尔什维克） (1995年)
全联盟共产党（布尔什维克）（俄语：Всесоюзная Коммунистическая партия (большевиков)，缩写为ВКП(б)）是活动于俄罗斯及其他后苏联国家的一个共产主义政党。该党成立于1995年，分裂自全联盟共产党布尔什维克。该党的第一书记是亚历山大·拉宾。该党的中央机关刊物是《布尔什维克真理报》。
2022年，全联盟共产党（布尔什维克） (1995年)与同样分裂自全联盟共产党布尔什维克的全联盟共产党（布尔什维克）（斯维尔德洛夫斯克大会）召开统一大会。统一后的新党取名为“马列主义布尔什维克党”。然而，这一决定尚未得到全联盟共产党（布尔什维克） (1995年)所有基层组织的同意。